# ESSEC Business School
ESSEC Business School er en europæisk business school med campusser i Cergy, La Défense, Singapore, Rabat og Mauritius. Skolen blev grundlagt i 1907. ESSEC blev placeret på en 16. plads blandt de europæiske business schools i 2015 af Financial Times. I 2016 blev ESSEC Master in Management-program placeret på en 3. plads på verdensplan af Financial Times. ESSEC har ligeledes fået en 45. plads på verdensplan for dens Executive MBA. ESSEC har ligeledes et PhD-program såvel som adskillige Master-programmer inden for specifikke managementområder, såsom marketing, finans eller iværksætteri. 
ESSEC programmer har de tre internationale akkrediteringer AMBA, EQUIS og AACSB. Skolen har over 46.000 alumner inden for handel og politik, herunder Tony Estanguet (olympiske mester) og Fleur Pellerin (Minister).